# Thermochromie

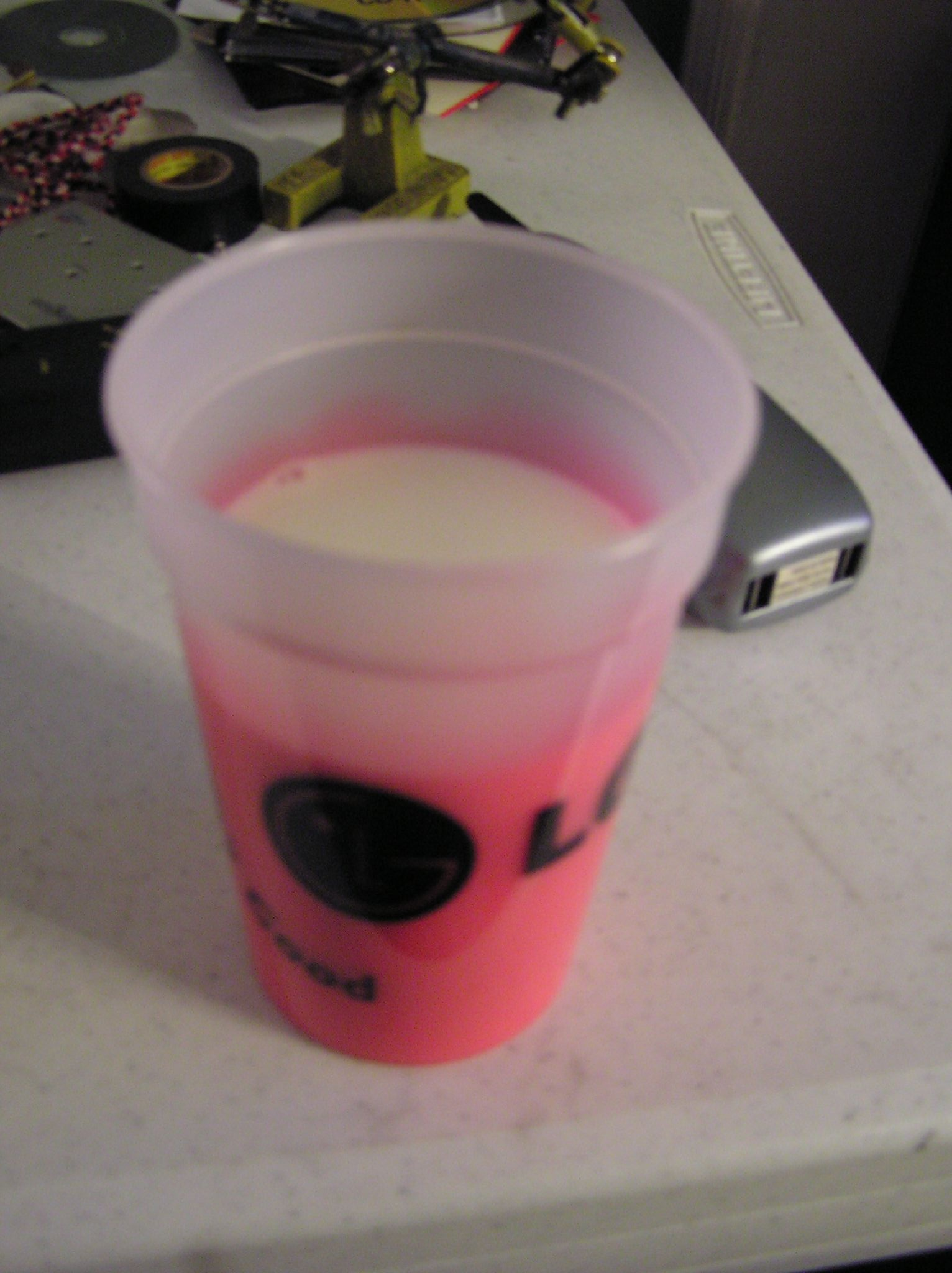
Zauberbecher von LG

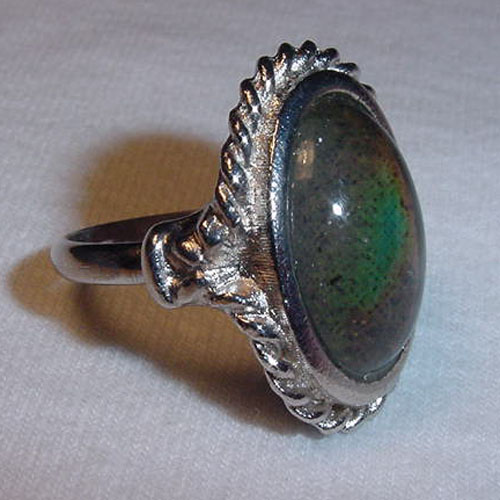
Stimmungsring

Als Thermochromie bezeichnet man die Eigenschaft bestimmter Substanzen, bei Temperaturänderung die Farbe zu ändern. Dieser Vorgang ist reversibel, d. h. nach dem Abkühlen nehmen sie wieder ihre ursprüngliche Farbe an. Grund für diese Farbveränderungen sind Änderungen der Molekül- oder Kristallstruktur. Bekannt ist dieses Verhalten unter anderem bei den anorganischen Verbindungen Rutil und Zinkoxid, die ihre Farbe bei starkem Erhitzen von Weiß nach Gelb ändern.
Thermochromie ist bei organischen Verbindungen häufiger anzutreffen. Derartige chromophore organische Verbindungen, die auch thermochromes Verhalten zeigen, wechseln bei Temperaturänderung ihren Molekülzustand. Erstmals wurde ein solches Verhalten 1909 von dem Prager Chemiker Hans Leopold Meyer beobachtet. Eine einleuchtende Erklärung dieses Phänomens am Beispiel von Bixanthyliden- und Bianthronyliden-Derivaten wurde aber erst durch die Arbeiten von Harnik & Schmidt (1954) und Mills & Nyburg (1963) gefunden.

## Beispiele
Neben den bereits oben erwähnten anorganischen Verbindungen Rutil und Zinkoxid weisen auch einige Edelsteine thermochromes Verhalten auf, ebenso einige Quecksilberverbindungen, insbesondere Quecksilber(II)-iodid und Silbertetraiodomercurat(II).
9,9'-Bixanthyliden und 10,10'-Bianthronyliden sind typische Vertreter organischer Verbindungen, die unter dem Einfluss von Temperatur ihre Farbe ändern. Die Farbänderung ist hier verbunden mit der Änderung in der Molekülstruktur. Die Molekülhälften an der zentralen Doppelbindung in diesen Verbindungen ändern sich beim Übergang von einer Pyramidalisierung zu einer Torsion.
Der Indikatorfarbstoff Bromthymolblau, eingebettet in eine pH-abhängige Polymermatrix, kann unter Umständen thermochrome Eigenschaften aufweisen. Die Matrix ändert bei Temperaturänderung den pH-Wert und bewirkt dadurch einen Farbumschlag des Indikators. Ein derartiges System wurde am Fraunhofer-Institut für Angewandte Polymerforschung entwickelt. Die lithiumchloridhaltige Polyethermatrix ist im Temperaturbereich von −5 bis +33 °C grün und wird darüber gelb.
Bis(diethylammonium)tetrachloridocuprat(II) zeigt bei ca. 53 °C eine Fest-fest-Phasenumwandlung verbunden mit einem Farbumschlag von Grün nach Gelb. Ursache hierfür ist die veränderte Tetrachloro-cuprat-Komplexgeometrie.
Alle solvatochromen Farbstoffe (die Lösungsfarbe ist vom Solvens abhängig) verändern ihre Farbe, wenn man das Lösungsmittel erwärmt oder abkühlt. Das Besondere an diesem Phänomen ist, dass die Farbveränderung kontinuierlich und reversibel erfolgt.

## Anwendung

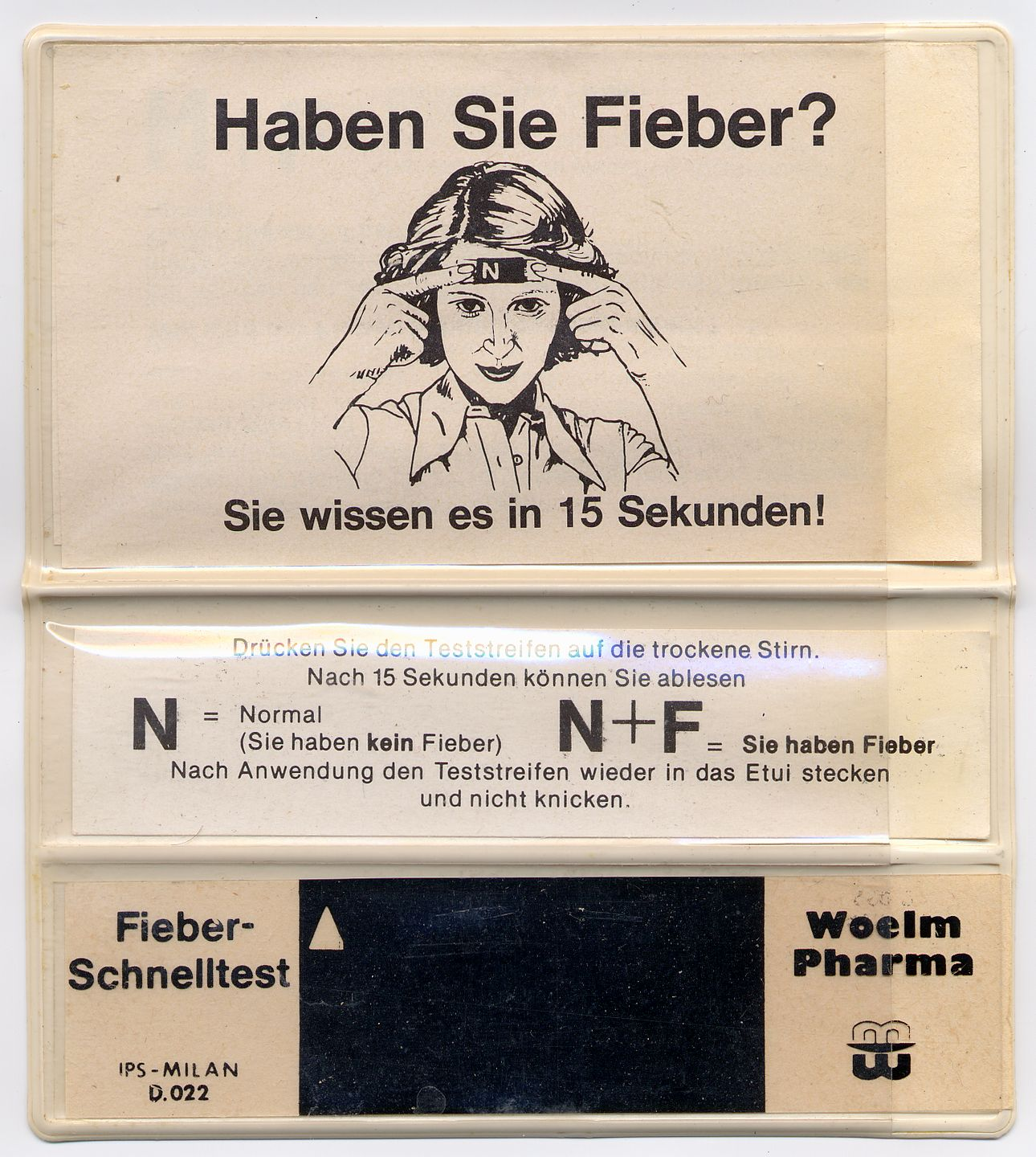
Fieber-Schnelltest

Technisch eingesetzt wird dieser Effekt bei Temperaturmessfarben und Thermolacken. So kann anhand einer Farbskala aufgrund der Verfärbung des Lackes die Oberflächentemperatur eines Gegenstandes abgeschätzt werden. Üblich sind solche Sicherheitsanstriche in der Chemischen Industrie.
Auf wärmeschrumpfenden Teilen wie Schrumpfschläuchen aufgebrachte thermochromatische Farbpunkte zeigen an, ob die mindestens erforderliche Temperatur erreicht wurde (Schrumpfindikator).
Es gibt auch bekannte Anwendungsbeispiele aus dem Haushalt. Dazu gehören:
- Stifte der Marke „Frixion“ der japanischen Pilot Corporation verwenden thermochrome Tinte
- Zaubertassen, die je nach Füllstand des (heißen) Getränks ein aufgetragenes Motiv verändern
- Aquarienthermometer, die als Thermofolie außen auf die Glasscheibe des Beckens geklebt werden

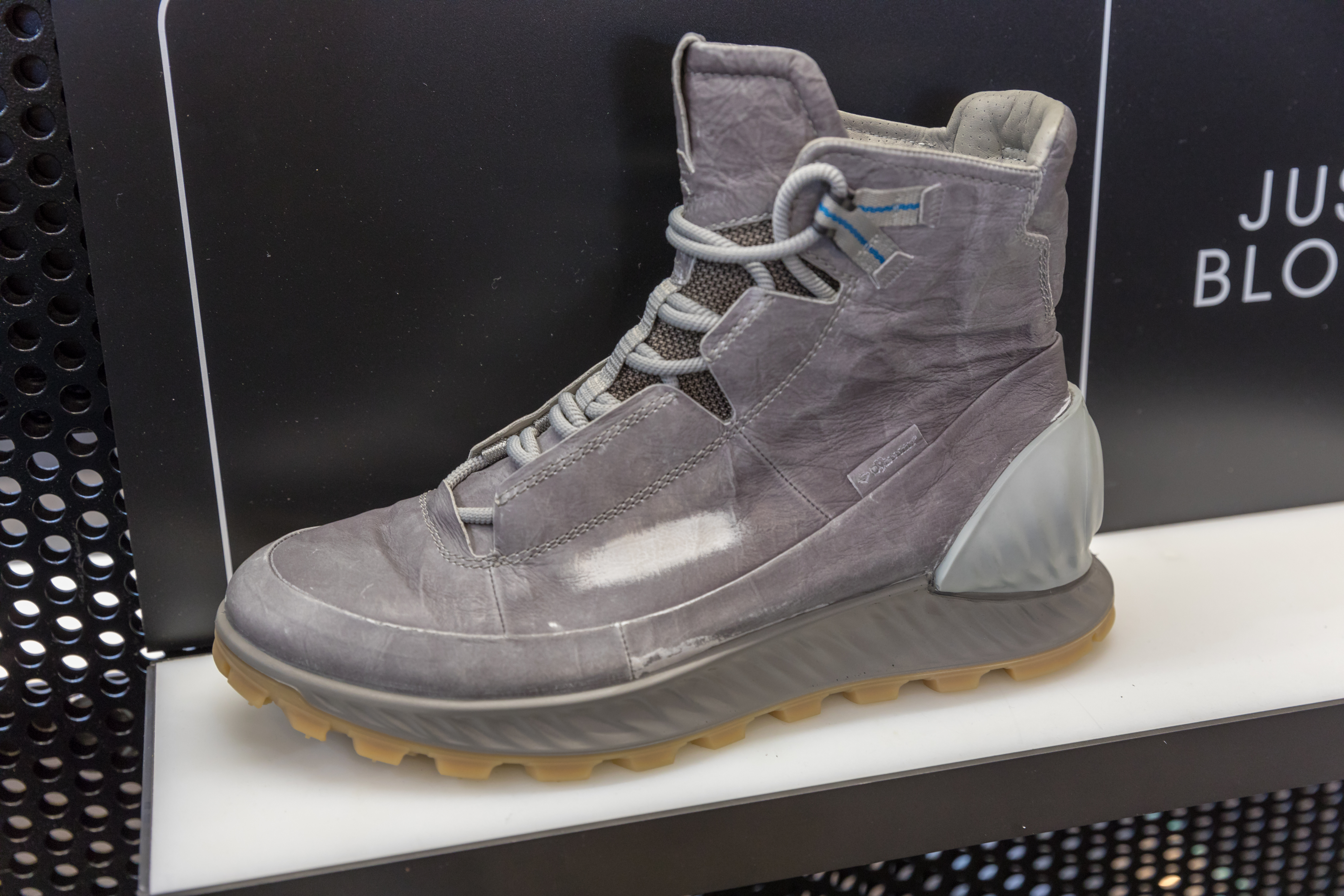
Mit thermochromer Substanz behandeltes Leder wird bei Hitze heller (sieh Wischspur)

Thermokreiden auf Wachsbasis gibt es mit spezifizierten Umschlagsintervallen, etwa um auf Metall- oder Elektronikteilen Erwärmungen qualitativ und räumlich anzuzeigen, um das Heißlaufen eines Lagers zu orten, um die Erhitzung durch Schweißen oder Löten einzugrenzen, ein Bauteil vor Überhitzen zu schützen oder aber passende Temperaturen für Härten und Anlassen oder Abbinden von Klebstoff zu erreichen.
Markierungen von der ASFINAG in Österreich – versuchsweise erstmals Herbst 2013 auf zwei Stellen in der Steiermark – auf Autobahnfahrbahnen aufgebracht sollen durch Farbigwerden Glatteisgefahr anzeigen. Von jeweils farblos grau soll das Schneekristall-Logo blau werden und der dreieckige Rahmen rot, wobei erste Veränderungen bereits bei 4 °C erkennbar werden sollen.

## Anderes

### Digitales Thermometer mit Farbskala
Um 1975 kamen streifenförmige Thermometer auf, zumindest etwa 2 cm breit und 15 cm hoch, mit übereinanderliegenden Feldern, z. B. von 15 bis 25 °C reichend, alle Felder zeigten schwarz doch eines zeigte transparent und einfarbig die Maßzahl der herrschenden Temperatur. Eventuell waren auch 1 bis 2 Nachbarfelder der steifen Kunststofffolie teilweise erhellt. Die Farben der Felder reichten von Blau für die niedrigste und regenbogenähnlich bis zu Rot und Lila für die höchste Temperatur. Nicht Thermochromie, sondern eine Reihe spezieller Flüssigkristalle, die jeweils bei einer bestimmten Temperatur in einem schmalen Temperaturintervall transparent wurden, steckten hinter der meist im Auflicht funktionierenden Anzeige.